# ドラッグナイーブ

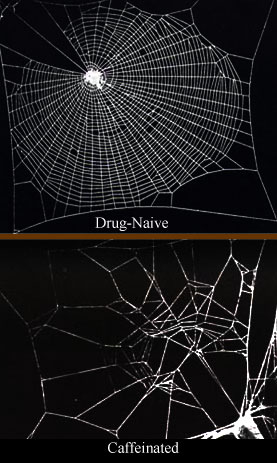
(上) カフェイン未投与 (ドラッグナイーブ) のクモの巣と、(下) カフェインを投与されたクモの巣を比較した画像

ドラッグナイーブ（英: drug naïve）または薬物ナイーブ性（やくぶつナイーブせい、英: drug naïvety）とは、特定の薬物や、薬理学的基準で関連した広範な薬物群に対して、習慣や耐性がない生理的状態または生理的性質のことである。この用語は、患者の専門的な医療行為から非医療的なあらゆる薬物乱用に至るまで、向精神薬の投与や、獣医師にも適用される。
ドラッグナイーブな人（つまり薬物未経験者）は、習慣になっていないだけでなく、特定の薬物を摂取したことがないかもしれない。同じ用量でも、ドラッグナイーブな人にとっては致命的である一方で、重度に習慣化した人ではほとんど影響がないこともある。医学的な文脈では、薬物ナイーブ性は重要であり、それは薬の投与量（痛み止め、不安薬、麻酔薬など）を考える上で、習慣化の度合いがそうした薬物療法の効果に対する患者の基本的な抵抗力に影響するためである。

## 参照項目
- 対照実験 - 科学研究において、結果を検証するための比較対象を設定した実験 (英語版 Scientific control も参照)
- 二重盲検法 - 医学の研究において、実験参加者に影響を与える情報を、実験が終わるまで伏せて行う実験方法